# Michel Djotodia
Michel Am-Nondokro Djotodia (Vakaga, c. 1949) é um militar e um político centro-africano. Havia liderado a coalizão rebelde Séléka e, após um acordo de paz em dezembro de 2012, fora nomeado vice-primeiro ministro em fevereiro de 2013. Assumiu a presidência da República Centro-Africana em março de 2013, após um golpe de Estado contra o seu antecessor François Bozizé. Com o país vivendo uma crise de violência inter-religiosa, o presidente interino foi pressionado a renunciar ao cargo em janeiro de 2014.